# 山西泰明
山西 泰明（やまにし やすあき、旧姓 : 和田、1946年（昭和21年）7月31日 - ）は、静岡県出身の実業家。イズミ社長。
ヤオハン（現マックスバリュ東海）創業者の和田良平・和田カツの五男。和田一夫・和田晃昌・和田尚己・和田光正兄弟の末弟にあたる。義父がイズミ創業者である山西義政。

## 来歴
慶應義塾大学卒、スタンフォード大学大学院修了で、専攻は化学。
大学院修了後、実父・和田良平からヤオハン入りを打診され帰国、この際に小売について勉強するため1977年（昭和52年）イズミグループのポプラ（株）に入社する。1978年（昭和53年）当時イズミ社長だった山西義政に見初められその次女と結婚し山西家の入婿となる。
1993年（平成5年）3月、義父・山西義政のイズミ社長退任に伴い、社長に就任した。以降、中四国中心だったイズミの販売域を九州に展開するなど積極的な経営方針で進めている。
また、社長時代にひろしま国体に向け広島県ハンドボール協会からの打診を受け、1994年イズミ女子ハンドボール部を創設し、オーナーに就任した。現在でもその後身であるイズミメイプルレッズのオーナーを務める。

## 関連情報
- 和田一夫/和田晃昌/和田尚己/和田光正/山西泰明『ヤオハンルネッサンス―和田5兄弟が語る日本・中国・世界への夢』 日本教文社 1994年11月 ISBN 978-4531062638